# Єфименко Людмила Пилипівна
Людми́ла Пили́півна Єфи́менко (нар. 25 вересня 1951, Київ) — українська акторка кіно, кінорежисерка. Заслужена артистка України (1998). Народна артистка України (2008).

## Біографія
Батько — інженер заводу «Арсенал» Єфименко Пилип Герасимович, мати — Єфименко Ганна Павлівна.
Закінчила акторський факультет Всесоюзного державного інституту кінематографії (1972, майстерня В. В. Бєлокурова).
Була одружена з режисером і оператором Юрієм Іллєнком, народила двох синів: Пилипа (український актор, продюсер, політик) та Андрія (політичний діяч).

## Кар'єра
З 1972 р. працює на Київській кіностудії ім. О. П. Довженка. У кіно дебютувала у фільмі «Випадкова адреса», зіграла понад два десятки ролей, зокрема головну роль у стрічці «Легенда про княгиню Ольгу», а у фільмі «Молитва за гетьмана Мазепу» — дружину Василя Кочубея.
Авторка сценарію та режисерка стрічки «Аве Марія» (1999).
Член Національної спілки кінематографістів України.
11 вересня 2021 року нагороджена Орденом княгині Ольги III ступеня.

## Фестивалі та премії
- 1999 — Міжнародний кінофестиваль країн СНД і Балтії «Листопад» (Мінськ): Спеціальний приз фірми «Шварцкопф і Хенкель» — за екранне втілення вічних ідеалів краси, жіночності та душевної гармонії" — режисеру фільму "Аве Марія (1999).[2]
- 2000 — МКФ «Золотий Витязь» (Москва): Приз «Золотий Витязь» — за найкращий режисерський дебют («Аве Марія», 1999).

## Фільмографія
Кінорежисерка, сценаристка
- 1999 — «Аве Марія»

Акторка
- 1972 — «Випадкова адреса» (Люба)
- 1973 — «Стара фортеця»
- 1973 — «Ефект Ромашкіна» (Тамара)
- 1973 — «Повість про жінку» (Таня)
- 1973 — «Як гартувалась сталь» (Тая)
- 1973 — «Моя доля» (Людмила)
- 1975 — «Сімейні справи Гаюрових» (Галина, «Таджикфільм»)
- 1976 — «Свято печеної картоплі» (Анна)
- 1976 — «Не вір крику нічного птаха» (Ольга, «Молдова-фільм»)
- 1979 — «Смужка нескошених диких квітів» (учителька)
- 1981 — «Лісова пісня. Мавка» (Мавка)
- 1983 — «Легенда про княгиню Ольгу» (княгиня Ольга)
- 1983 — «Миргород та його мешканці»
- 1985 — «Кармелюк» (пані Анастасія)
- 1987 — «Солом'яні дзвони»
- 1989 — «Лебедине озеро. Зона» (жінка)
- 1990 — «Балаган» (Ольга)
- 1993 — «Гетьманські клейноди» (Олена)
- 1999 — «Аве Марія»
- 2001 — «Молитва за гетьмана Мазепу» (Любов Кочубей) та ін.
- 2019 — «11 дітей з Моршина»